# ایزابلا اورسینی
شاهزاده ایزابلا اورسینی دو لینیه دو لا ترمویه (ایتالیایی: Princess Isabella Orsini de Ligne de La Trémoïlle؛ زادهٔ ۲ دسامبر ۱۹۷۴) بازیگر اهل ایتالیا و یکی از اعضای «خاندان لینیه» از نجیب‌زادگان بلژیک است.
از فیلم‌ها یا سریال‌های تلویزیونی که وی در آن نقش داشته‌است، می‌توان به ایمپریا، روسپی درباری کبیر، بانیوماریا، روز محاصره: ۱۱ سپتامبر ۱۶۸۳، حریم شکسته، لوئیزا سانفلیچه و مرا به خاطر بسپار، عشق من اشاره کرد.